# Falkbjörnbär
Falkbjörnbär (Rubus friesianus) är en rosväxtart som beskrevs av H.Hyl., T.Mattsson och Oredsson. Enligt Catalogue of Life ingår Falkbjörnbär i släktet rubusar och familjen rosväxter, men enligt Dyntaxa är tillhörigheten istället släktet rubusar och familjen rosväxter. Arten är reproducerande i Sverige. Inga underarter finns listade i Catalogue of Life.